# Unify
Unify (бренд компании Atos в области ПО и коммуникационных услуг), (ранее Siemens Enterprise Communications) — немецкий производитель корпоративных телекоммуникационных систем. В 2016 году Unify вошла в состав Atos.
Unify работает в сегменте корпоративной связи с сильными позициями в области систем унифицированных коммуникаций, центров обработки вызовов и защищенных сетей.

## История компании
Как самостоятельная компания Siemens Enterprise Communications GmbH & Co. KG была образована в июне 2006 года, когда Siemens AG решил разделить департамент Siemens COM на три части. 19 июня 2006 Siemens COM совместно с Nokia’s Network Business Group создали предприятие под названием Nokia Siemens Networks, а 1 октября 2006 на свет появилась компания Siemens Enterprise Communications, находящаяся в полной собственности Siemens AG.
1 октября 2008 года Siemens AG и американская инвестиционная структура Gores Group, объявили о создании совместного предприятия, по итогам которой Gores получила 51 % долю в Siemens Enterprise Communications, а Siemens AG сохранил долю размером в 49 % уставного капитала компании. В проект было инвестировано 350 миллионов евро.
C 15 октября 2013 года компания сменила название на Unify.
3 ноября 2015 года компания Atos объявила о намерении приобрести Unify.
В начале 2016 года компания Unify вошла в состав группы компаний Atos

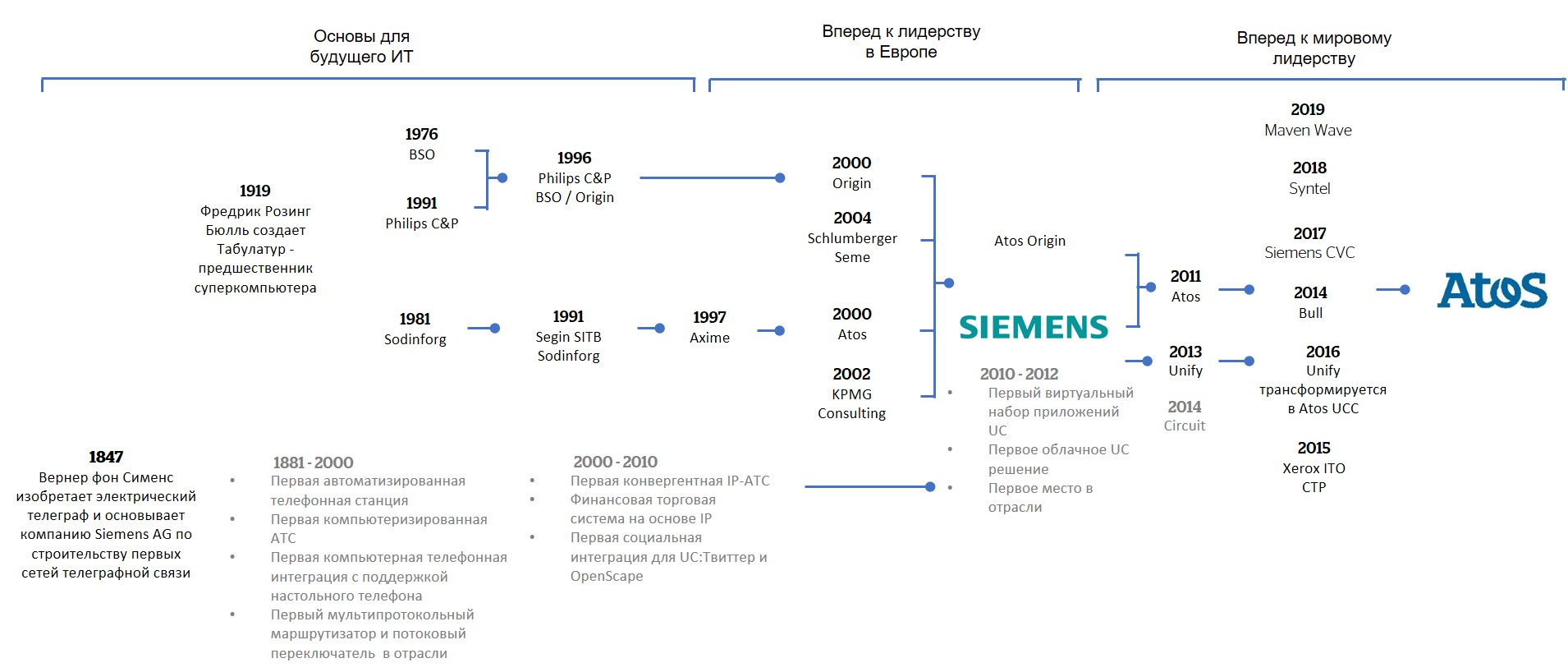
История бренда Unify

## Деятельность компании
Unify разрабатывает телекоммуникационные решения для малого, среднего и крупного бизнеса, государственного сектора и различных областей экономики.
15 октября 2013 г. компания Siemens Enterprise Communications на глобальном уровне объявила свое новое имя — Unify.
Появление Unify — ответ на изменения, которые происходят в сфере корпоративных коммуникаций под влиянием целого ряда трендов, таких как персонализация информационных технологий, внедрение в корпоративную практику концепции BYOD («bring your own device»), всеобщая мобильность сотрудников («anywhere workers»), повышение значимости командной работы. Эти и другие факторы коренным образом меняют привычные способы взаимодействия сотрудников и ставят новые задачи перед разработчиками продуктов и сервисов для корпоративных коммуникаций. Новое имя характеризует основной фокус Unify — разработку коммуникационных решений, отвечающих новым реалиям и потребностям рынка. Оно указывает на объединение в рамках предприятия всех коммуникационных каналов, устройств и приложений и их глубокой интеграции в бизнес-процессы и ежедневную деятельность сотрудников.
Unify полностью сохраняет структуру собственности, организационную и управленческую структуры, текущий портфель решений, номенклатуру продуктов. Компания организовала процесс ребрендинга так, чтобы сделать его максимально комфортным для заказчиков. Специфика контрактов, система сервисного обслуживания, состав проектных команд и банковские реквизиты остаются неизменными.
В 2013 году компания преобразовалась в Unify с миссией изменить представление пользователей о возможностях делового общения и совместной работы. Компания Unify имеет представительство в Москве. В начале 2016 года компания Unify вошла в состав группы компаний Atos.
2018: Объединение с Atos в России.

## Unify Академия (Unify Academy)
Unify Академия (Unify Academy) была основана для подготовки технических специалистов, менеджеров отделов проектирования и продаж, руководителей отделов информационно-телекоммуникационных технологий в области учрежденческих систем связи на базе коммутационного оборудования систем Hicom/HiPath. Учебные центры расположены в двадцати странах мира, в том числе в России и странах СНГ. Штаб-квартира Академии находится в городе Мюнхен (Германия).
Московский учебный центр по учрежденческим сетям был основан в 1994 году, с мая 2000 года он получил статус регионального института в России и странах СНГ. В 2005 году московская Академия была сертифицирована центральным институтом Siemens AG в Мюнхене в качестве локального учебного центра в области учрежденческих сетей и систем в России.
Программы обучения центра содержат стандартные и специальные курсы, обучающие специалистов новым технологиям передачи информации, проектирования, монтажа, программирования и эксплуатации систем. Учебная база и стандарты сертификации являются унифицированными для всех тренинг-центров Siemens Enterprise Communications
В 2008 году московская Академия Профессионального Тренинга была признана лучшей в мире.